# Heterophyopsis
Heterophyopsis ist eine Gattung der Saugwürmer, die im Dünndarm fischfressender Vögel und Säugetiere parasitieren. Eine Art, Heterophyopsis continua, kann auch den Menschen befallen. Wie alle Heterophyidae weisen die Vertreter der Gattung einen zweimaligen Wirtswechsel auf. Erster Zwischenwirt sind Schnecken, zweiter Fische.

## Merkmale
Heterophyopsis sind 1 bis 2 mm lang, der Hinterkörper etwa doppelt so lang wie der Vorderkörper. Die Körperoberfläche ist schuppig. Der Mundsaugnapf ist einfach aufgebaut. Sie ähnelt der Gattung Heterophyes. Sie wurde von letzterer abgetrennt, da der Körper auffallend langgestreckt ist und die beiden Hoden schräg hintereinander liegen. Der Uterus erstreckt sich bis hinter die Hoden. Die Vesicula seminalis ist zweigeteilt, der vordere Teil gering bemuskelt, der hintere als kräftiges Ausstoßorgan. Die Schenkel der Exkretionsblase reichen nicht über das Ovar hinaus.

## Arten
Zur Gattung gehören vier Arten:
- Heterophyopsis continua
- Heterophyopsis expectans
- Heterophyopsis guangxiensis
- Heterophyopsis hawaiiensis